# Raymond Massey
Raymond Massey (Toronto, 30 agosto 1896 – Los Angeles, 29 luglio 1983) è stato un attore canadese.

## Biografia
Nato a Toronto (Ontario), figlio di Chester D. Massey, ricco proprietario della Massey-Ferguson Tractor Company, studiò all'Appleby College di Oakville e si laureò all'University of Toronto.

### La prima guerra

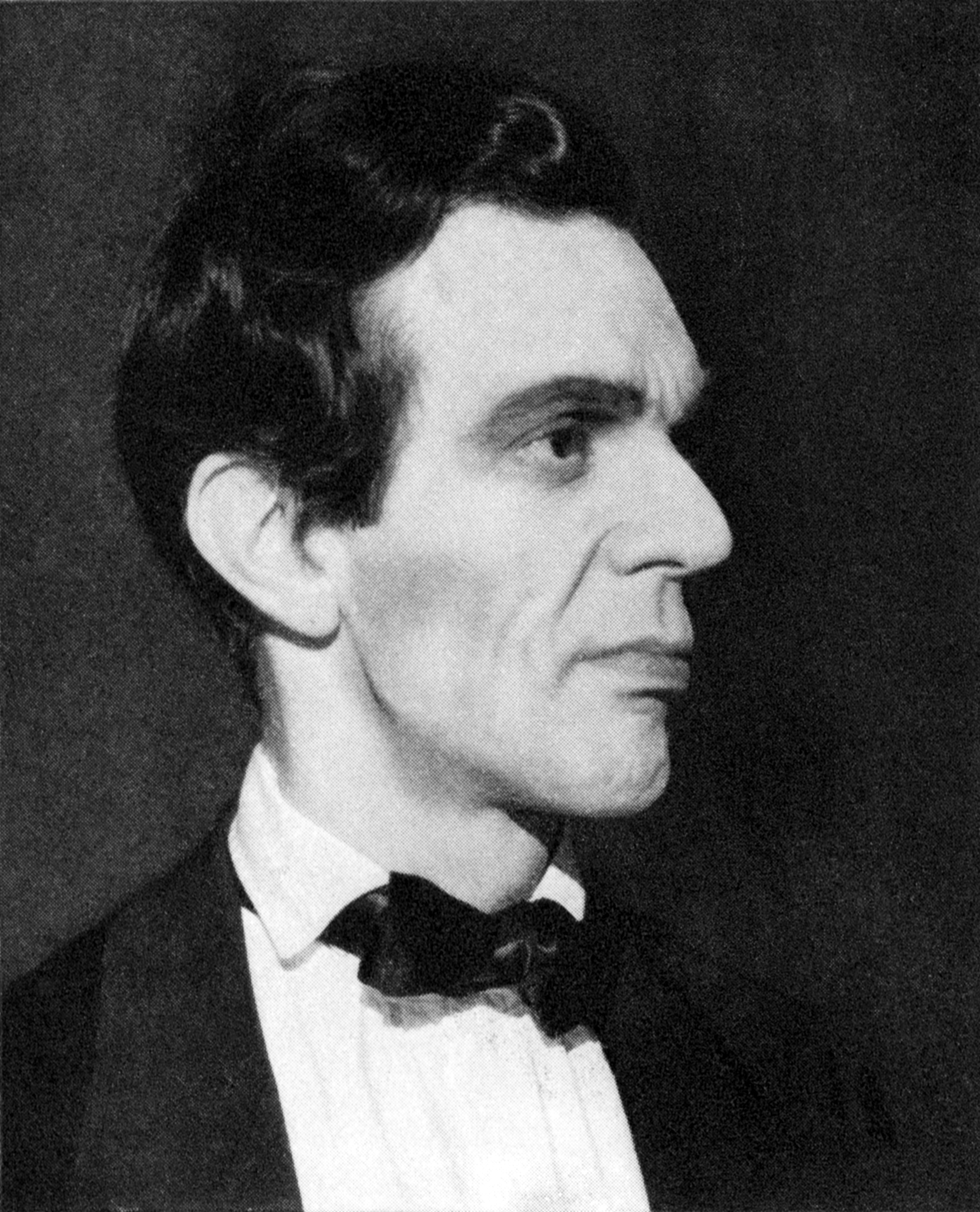
Raymond Massey nel 1938 a Broadway nella pièce Abe Lincoln in Illinois

Allo scoppio della prima guerra mondiale, si arruolò nell'esercito canadese, servendo come artigliere sul Fronte occidentale. Dopo essere rimasto vittima di uno shock da granata, venne rimpatriato e servì come istruttore per l'esercito americano nell'Università Yale, dove restò fino al 1916.
Nel 1918 tornò al fronte e la sua prima apparizione come attore fu in uno spettacolo di intrattenimento per le truppe statunitensi in Siberia. Dopo essere stato ferito gravemente sul fronte francese, venne rimpatriato per la seconda volta e si occupò della gestione del patrimonio familiare.
Tuttavia seguì ben presto la sua passione per il teatro e nel 1922 recitò in diversi spettacoli a London nell'Ontario.

### Il cinema
La sua prima apparizione cinematografica risale al 1929 nel film High Treason, e durante gli anni trenta l'attore lavorò in diverse pellicole di produzione britannica, come La vita futura (1936), tratta da un romanzo di H. G. Wells, e Elisabetta d'Inghilterra (1937).
Nel 1940 apparve nel film Abramo Lincoln, versione cinematografica dell'omonima pièce teatrale di Robert E. Sherwood. Nonostante le sollevazioni di proteste da parte di molti, per il fatto che il presidente statunitense venisse impersonato da un attore canadese, sia l'interpretazione teatrale che quella cinematografica ebbero un notevole successo di pubblico e critica.
Nonostante il suo accento canadese, Massey divenne famoso per le sue interpretazioni in pellicole statunitensi, fra le quali, oltre a quella di Lincoln che gli valse la candidatura al premio Oscar al miglior attore, è celebre quella dell'abolizionista John Brown nel western I pascoli dell'odio (1940). Massey interpretò una sola pellicola canadese, ma di co-produzione britannica, Gli invasori - 49º parallelo (1941), diretto da Michael Powell.
Allo scoppio della seconda guerra mondiale si arruolò nuovamente nell'esercito canadese ma venne presto rimpatriato per proseguire la sua carriera di attore. Dopo la guerra divenne cittadino americano naturalizzato. Durante gli anni cinquanta mantenne la sua popolarità grazie al ruolo del Professor Gillespie nel celebre serial televisivo Dottor Kildare.

### Vita privata
Nel 1964 partecipò alla campagna elettorale a sostegno del candidato repubblicano Barry Goldwater.
Sposato all'attrice Adrianne Allen, da lei ebbe due figli, Anna Massey e Daniel Massey, che seguirono entrambi la carriera di attori. Suo fratello Vincent Massey fu il primo governatore generale del Canada di origini canadesi.
Massey morì di polmonite a Los Angeles, California, all'età di 86 anni, e fu sepolto al cimitero di New Haven, nel Connecticut.

## Filmografia

### Cinema
- The Crooked Billet, regia di Adrian Brunel (1929) (non accreditato)
- Il castello maledetto (The Old Dark House), regia di James Whale (1932)
- La Primula Rossa (The Scarlet Pimpernel), regia di Harold Young (1934)
- La vita futura (Things to Come), regia di William Cameron Menzies (1936)
- Elisabetta d'Inghilterra (Fire Over England), regia di William K. Howard (1937)
- Labbra sognanti (Dreaming Lips), regia di Paul Czinner (1937)
- Il manto rosso (Under the Red Robe), regia di Victor Sjöström (1937)
- Il prigioniero di Zenda (The Prisoner of Zenda), regia di John Cromwell (1937)
- Uragano (The Hurricane), regia di John Ford (1937)
- Il principe Azim (The Drum), regia di Zoltán Korda (1938)
- Ribalta nera (Black Limelight), regia di Paul L. Stein (1939)
- For Auld Lang Syne documentario di Burk Symon (1939)
- Abramo Lincoln (Abe Lincoln in Illinois), regia di John Cromwell (1940)
- I pascoli dell'odio (Santa Fe Trail), regia di Michael Curtiz (1940)
- Gli invasori - 49º parallelo (Forty-Ninth Parallel), regia di Michael Powell (1941)
- Dangerously They Live, regia di Robert Florey (1941)
- Vento selvaggio (Reap the Wild Wind), regia di Cecil B. DeMille (1942)
- L'avventura impossibile (Desperate Journey), regia di Raoul Walsh (1942)
- Convoglio verso l'ignoto (Action in the North Atlantic), regia di Lloyd Bacon (1943)
- Un racconto di Canterbury (A Canterbury Tale), regia di Michael Powell ed Emeric Pressburger (1944) (narratore)
- Arsenico e vecchi merletti (Arsenic and Old Lace), regia di Frank Capra (1944)
- La donna del ritratto (The Woman in the Window), regia di Fritz Lang (1944)
- Le tigri della Birmania (God is My Co-Pilot), regia di Robert Florey (1945)
- Berlino Hotel (Hotel Berlin), regia di Peter Godfrey (1945)
- Scala al paradiso (A Matter of Life and Death), regia di Michael Powell ed Emeric Pressburger (1946)
- Anime in delirio (Possessed), regia di Curtis Bernhardt (1947)
- Il lutto si addice ad Elettra (Mourning Becomes Electra), regia di Dudley Nichols (1947)
- La fonte meravigliosa (The Fountainhead), regia di King Vidor (1949)
- La morte al di là del fiume (Roseanna McCoy), regia di Irving Reis (1949)
- Assalto al cielo (Chain Lightning), regia di Stuart Heisler (1950)
- Schiavi della paura (Barricade), regia di Peter Godfrey (1950)
- Il colonnello Hollister (Dallas), regia di Stuart Heisler (1950)
- Sugarfoot, regia di Edwin L. Marin (1951)
- Davide e Betsabea (David and Bathsheba), regia di Henry King (1951)
- Alcool (Come Fill the Cup), regia di Gordon Douglas (1951)
- Nevada Express (Carson City), regia di André De Toth (1952)
- I cavalieri di Allah (The Desert Song), regia di H. Bruce Humberstone (1953)
- Il principe degli attori (Prince of Players), regia di Philip Dunne (1955)
- Prima dell'uragano (Battle Cry), regia di Raoul Walsh (1955)
- La valle dell'Eden (East of Eden), regia di Elia Kazan (1955)
- I sette ribelli (Seven Angry Men), regia di Charles Marquis Warren (1955)
- Le avventure e gli amori di Omar Khayyam (Omar Khayyam), regia di William Dieterle (1957)
- Now That April's Here, regia di William Davidson (1958)
- Il nudo e il morto (The Naked and the Dead), regia di Raoul Walsh (1958)
- Il grande impostore (The Great Impostor), regia di Robert Mulligan (1961)
- La carovana dei coraggiosi (The Fiercest Heart), regia di George Sherman (1961)
- Le guardie della regina (The Queen's Guards), regia di Michael Powell (1961)
- La conquista del West (How the West Was Won), regia di Henry Hathaway e John Ford (1962)
- L'oro di Mackenna (MacKenna's Gold), regia di J. Lee Thompson (1969)

### Televisione
- Lights Out – serie TV, episodio 4x24 (1952)
- The 20th Century-Fox Hour – serie TV, episodio 1x04 (1955)
- Climax! – serie TV, episodi 2x17-3x10 (1956)
- General Electric Theater – serie TV, episodi 4x02-8x03 (1955-1959)
- Alfred Hitchcock presenta (Alfred Hitchcock Presents) – serie TV episodio 5x11 (1959)
- Westinghouse Desilu Playhouse – serie TV, episodio 1x25 (1959)
- Avventure in paradiso (Adventures in Paradise) – serie TV, episodio 2x33 (1961)
- Il dottor Kildare (Dr. Kildare) – serie TV, 191 episodi (1961-1966)
- Agenzia U.N.C.L.E. (The Girl from U.N.C.L.E.) – serie TV, episodio 1x15 (1966)

## Doppiatori italiani
- Mario Besesti in L'avventura impossibile, La fonte meravigliosa, Assalto al cielo, David e Betsabea, Alcool, Nevada Express, I cavalieri di Allah, Le avventure e gli amori di Omar Khayyam
- Emilio Cigoli in Il prigioniero di Zenda, I sette ribelli, Il nudo e il morto
- Lauro Gazzolo in Il principe Azim, Vento selvaggio, Prima dell'uragano
- Sandro Ruffini in I pascoli dell'odio, Il lutto si addice ad Elettra
- Augusto Marcacci in Il principe degli attori, La valle dell'Eden
- Mario Ferrari in La Primula Rossa (primo ridoppiaggio)
- Roldano Lupi in La vita futura (primo ridoppiaggio)
- Luigi Pavese in Arsenico e vecchi merletti
- Aldo Silvani in Anime in delirio
- Cesare Fantoni in La donna del ritratto (ridoppiaggio)
- Carlo D'Angelo in Scala al paradiso (ridoppiaggio)
- Roberto Bertea in L'oro di Mackenna
- Renato Turi in Uragano (ridoppiaggio)
- Dario Penne in Abramo Lincoln (ridoppiaggio)
- Adalberto Maria Merli in Gli invasori - 49º parallelo (ridoppiaggio)
- Sergio Graziani in La vita futura (secondo ridoppiaggio)
- Ambrogio Colombo in Vento selvaggio (ridoppiaggio)

## Riconoscimenti
Premi Oscar 1941 – Candidatura all'Oscar al miglior attore per Abramo Lincoln